# 雨母山镇
雨母山镇，原为雨母山乡，是中华人民共和国湖南省衡陽市蒸湘区下辖的一个乡镇级行政单位。2015年，撤销雨母山乡设立雨母山镇。

## 行政区划
雨母山镇下辖以下地区：
二塘村、新中村、竹雅村、黄花村、群胜村、东阳村、雨母村、灵山村、群益村、梓木村、青松村、联胜村和湘桂村。